# Ghostbusters (chanson)
Pour les articles homonymes, voir Ghostbusters (homonymie).
Ghostbusters est une chanson écrite, réalisée et interprétée par Ray Parker, Jr. Elle est utilisée comme thème principal pour le film SOS Fantômes sorti en 1984. Sortie le 11 août 1984, la chanson est durant trois semaines en tête du classement des meilleures ventes de singles aux États-Unis.
La composition et l'enregistrement du morceau sont réalisés par Ray Parker, Jr, en deux jours.
Le réalisateur du film, Ivan Reitman, a tourné lui-même le vidéoclip de la chanson. Celui-ci met en scène une jeune femme (Cindy Harrell) hantée par un fantôme interprété par Ray Parker, Jr. Le clip contient quelques passages du film et présente plusieurs célébrités dont Chevy Chase, Irene Cara, John Candy, Melissa Gilbert, Ashford & Simpson, Jeffrey Tambor, George Wendt, Al Franken, Danny DeVito, Carly Simon, Peter Falk, Teri Garr et Casey Kasem,.
La chanson est nommée à la 57e cérémonie des Oscars pour l'Oscar de la meilleure chanson originale, mais la récompense est remportée par Stevie Wonder avec le titre I Just Called to Say I Love You.

## Plagiat
Peu après la sortie du disque, Huey Lewis attaque en justice Ray Parker, Jr, pour plagiat. Il estime que Ghosbusters ressemble étrangement à sa chanson I Want a New Drug (Called Love), sortie en 1983. L'affaire se solde par un arrangement financier confidentiel en 1995.

## Reprises
- Run–D.M.C. a repris et enregistré une version rap pour la suite du film.
- David Essex a repris le titre sur son album Central Stage, publié en 1987.
- Une reprise de la chanson apparait également sur le premier album du groupe finlandais The Rasmus, Peep publié en 1996.
- Le rappeur Mistah F.A.B. a utilisé un sample de la chanson pour son single Ghost Ride It, publié en 2006.
- Le groupe Bowling for Soup a repris la chanson pour le film Et si c'était vrai..., sorti en 2005.
- Le groupe de Thrash Metal Xentrix a repris la chanson sur leur démo Ghost Busters sortie en 1990.
- Le groupe Fall Out Boy a repris un sample de la chanson pour le film Ghostbusters : l'Héritage en 2016 pour leur single Ghostbusters (I'm Not Afraid), dans l'album Ghostbusters: Original Motion Picture Soundtrack en featuring avec la chanteuse Missy Eliott.

## Liste des titres
| No  | Titre                           | Durée |
| --- | ------------------------------- | ----- |
| A.  | Ghostbusters (Extended Version) | 6:08  |
| B1. | Ghostbusters (Dub Version)      | 5:35  |
| B2. | Ghostbusters (Short Version)    | 4:03  |

## Classements
| Pays             | Chart                 | # | Réf    |
| ---------------- | --------------------- | - | ------ |
| États-Unis       | Billboard Hot 100     | 1 | [ 2 ]  |
| États-Unis       | Hot R&B/Hip-Hop Songs | 1 | [ 2 ]  |
| États-Unis       | Dance/Club Play Songs | 6 | [ 2 ]  |
| États-Unis       | Adult Contemporary    | 9 | [ 2 ]  |
| France           | Top 50                | 1 | [ 7 ]  |
| Royaume-Uni      | UK Singles Chart      | 2 | [ 9 ]  |
| Autriche         | Ö3 Austria Top 40     | 8 | [ 10 ] |
| Pays-Bas         | MegaCharts            | 5 | [ 11 ] |
| Suède            | Sverigetopplistan     | 2 | [ 12 ] |
| Norvège          | VG-lista              | 2 | [ 13 ] |
| Suisse           | Swiss Music Charts    | 3 | [ 14 ] |
| Nouvelle-Zélande | Rianz                 | 2 | [ 15 ] |

## Récompenses
| Pays        | Certifié | Date               | Nombre de ventes | Réf    |
| ----------- | -------- | ------------------ | ---------------- | ------ |
| Canada      | Platine  | 1er septembre 1984 | 100 000          | [ 16 ] |
| France      | Platine  | 1985               | 1 000 000        | [ 17 ] |
| Royaume-Uni | Or       | 1er octobre 1984   | 500 000          | [ 18 ] |
| États-Unis  | Or       | 7 août 1984        | 1 000 000        | [ 19 ] |

## Dans la culture populaire
- On entend un bref extrait de la chanson dans l'épisode 4-06 de la série Castle (2011), au moment où Kate Beckett en prononce les paroles « I ain’t afraid of no ghosts ! ». Tout cet épisode, histoire de chasse au fantôme, multiplie d'ailleurs les références au film.
- Elle est présente dans l'épisode 2 de la saison 2 de Stranger Things (2017).
- Elle est présente en partie dans le jeu vidéo Fortnite en tant que la musique de l'emote "Même pas peur" (2021).